# Bernhard xứ Lippe-Biesterfeld
Vương phu Bernhard của Hà Lan (29 tháng 6 năm 1911 - 1 tháng 12 năm 2004), tên thật là Bernhard Leopold Frederik Everhard Julius Coert Karel Godfried Pieter Lippe-Biesterfeld, chồng của Nữ vương Hà Lan Juliana và là cha của Nữ vương Hà Lan Beatrix.
Mặc dù cuộc sống riêng tư của ông là khá gây tranh cãi, ông vẫn thường được người Hà Lan quan tâm và mến mộ, như là một phi công chiến đấu và sĩ quan liên lạc và trợ lý cá nhân cho Nữ vương Juliana trong Thế chiến thứ hai và cho công việc của mình trong khi tái thiết sau chiến tranh.

## Liên kết
- Official Biography (Summary) Official Dutch Royal Website[liên kết hỏng]
- Prince Bernhard takes delivery of his second Corgi
- Dutch Royal House official website
- The World Wildlife Fund website
- Official memorial Lưu trữ ngày 19 tháng 10 năm 2011 tại Wayback Machine
- Article about Prince Bernhard during World War II on TracesOfWar (Dutch)
- The Mars en Mercurius website
- Historic video footage Montgomery visit 1945. Lưu trữ ngày 8 tháng 6 năm 2011 tại Wayback Machine
- Historic video footage Churchill visit 1946. Lưu trữ ngày 8 tháng 6 năm 2011 tại Wayback Machine
- Historic video footage Eisenhower visit 1951. Lưu trữ ngày 8 tháng 6 năm 2011 tại Wayback Machine